# Кубок північноірландської ліги з футболу 2014—2015
Кубок північноірландської ліги 2014–2015 (англ. WASP Solutions League Cup) — 29-й розіграш Кубка північноірландської ліги. У кубку взяли участь клуби Прем'єр-ліги, 1-го і 2-го Чемпіоншипів Футбольної ліги Північної Ірландії. Перемогу вчетверте в історії здобув Кліфтонвілль.

## Перший раунд
| Команда 1              | Рахунок         | Команда 2                 |
| ---------------------- | --------------- | ------------------------- |
| 12 серпня 2014         |                 |                           |
| Енней Юнайтед (3)      | 4:2             | Дергв'ю (2)               |
| Балліклейр Комрадс (2) | 1:0             | Лімаваді Юнайтед (3)      |
| Бенбрідж Таун (3)      | 1:2             | Ньюінгтон Юз (3)          |
| Коа Юнайтед (3)        | 1:3             | Каррік Рейнджерс (2)      |
| Портстюарт (3)         | 5:0             | Квінз Юніверсіті (3)      |
| ПСНІ (2)               | 2:1             | Армаг Сіті (2)            |
| Гліб Рейнджерс (3)     | 4:1             | Лурган Селтік (3)         |
| Мойола Парк (3)        | 1:1 дч пен. 5:4 | Спорт-енд-Леже Свіфтс (3) |
| Лофгол (2)             | 8:2             | Тобермор Юнайтед (3)      |

## Другий раунд
| Команда 1              | Рахунок | Команда 2                     |
| ---------------------- | ------- | ----------------------------- |
| 25 серпня 2014         |         |                               |
| Нокбреда (2)           | 4:0     | Доунгал Селтік (2)            |
| Дандела (2)            | 0:3     | Каррік Рейнджерс (2)          |
| ПСНІ (2)               | 1:4     | Ардс (2)                      |
| Енней Юнайтед (3)      | 2:5     | Портадаун                     |
| Балліклейр Комрадс (2) | 1:0     | Лінфілд                       |
| Баллімоні Юнайтед (3)  | 0:5     | Баллінамаллард Юнайтед        |
| Кліфтонвілль           | 6:0     | Вейкгерст (3)                 |
| Колрейн                | 3:0     | Ларн (2)                      |
| Крузейдерс             | 6:1     | Гліб Рейнджерс (3)            |
| Інститут               | 2:0     | Доллінгстоун (3)              |
| Гленавон               | 3:1     | Лісберн Дістіллері (2)        |
| Лофгол (2)             | 0:1     | Данганнон Свіфтс              |
| Мойола Парк (3)        | 1:2     | Гленторан                     |
| Балліміна Юнайтед      | 3:0     | Ньюінгтон Юз (3)              |
| Бангор (2)             | 2:0     | Портстюарт (3)                |
| Ворренпойнт Таун       | 1:2     | Харленд-енд-Вульф Велдерс (2) |

## Третій раунд
| Команда 1         | Рахунок | Команда 2                     |
| ----------------- | ------- | ----------------------------- |
| 7 жовтня 2014     |         |                               |
| Данганнон Свіфтс  | 3:0     | Ардс (2)                      |
| Балліміна Юнайтед | 3:1     | Балліклейр Комрадс (2)        |
| Кліфтонвілль      | 4:1     | Каррік Рейнджерс (2)          |
| Крузейдерс        | 3:2     | Колрейн                       |
| Гленавон          | 1:5     | Гленторан                     |
| Бангор (2)        | 4:1     | Харленд-енд-Вульф Велдерс (2) |
| Інститут          | 0:2     | Баллінамаллард Юнайтед        |
| Портадаун         | 3:1     | Нокбреда (2)                  |

## Чвертьфінали
| Команда 1              | Рахунок         | Команда 2        |
| ---------------------- | --------------- | ---------------- |
| 11 листопада 2014      |                 |                  |
| Баллінамаллард Юнайтед | 1:1 дч пен. 4:1 | Гленторан        |
| Балліміна Юнайтед      | 3:1             | Данганнон Свіфтс |
| Бангор (2)             | 4:2 дч          | Крузейдерс       |
| Кліфтонвілль           | 2:0             | Портадаун        |

## Півфінали
| Команда 1              | Рахунок | Команда 2         |
| ---------------------- | ------- | ----------------- |
| 16 грудня 2014         |         |                   |
| Кліфтонвілль           | 4:3     | Бангор (2)        |
| Баллінамаллард Юнайтед | 2:3     | Балліміна Юнайтед |

## Фінал
| 24 січня 2015 18:30 (CET) |

| Балліміна Юнайтед | 2:3      | Кліфтонвілль                 |
| ----------------- | -------- | ---------------------------- |
| Кешлі 52', 59'    | Протокол | Гормлі 1', 37' М.Доннелі 80' |

| Віндзор Парк, Белфаст Арбітр: Реймонд Кренжл |